# Festival de los fantasmas

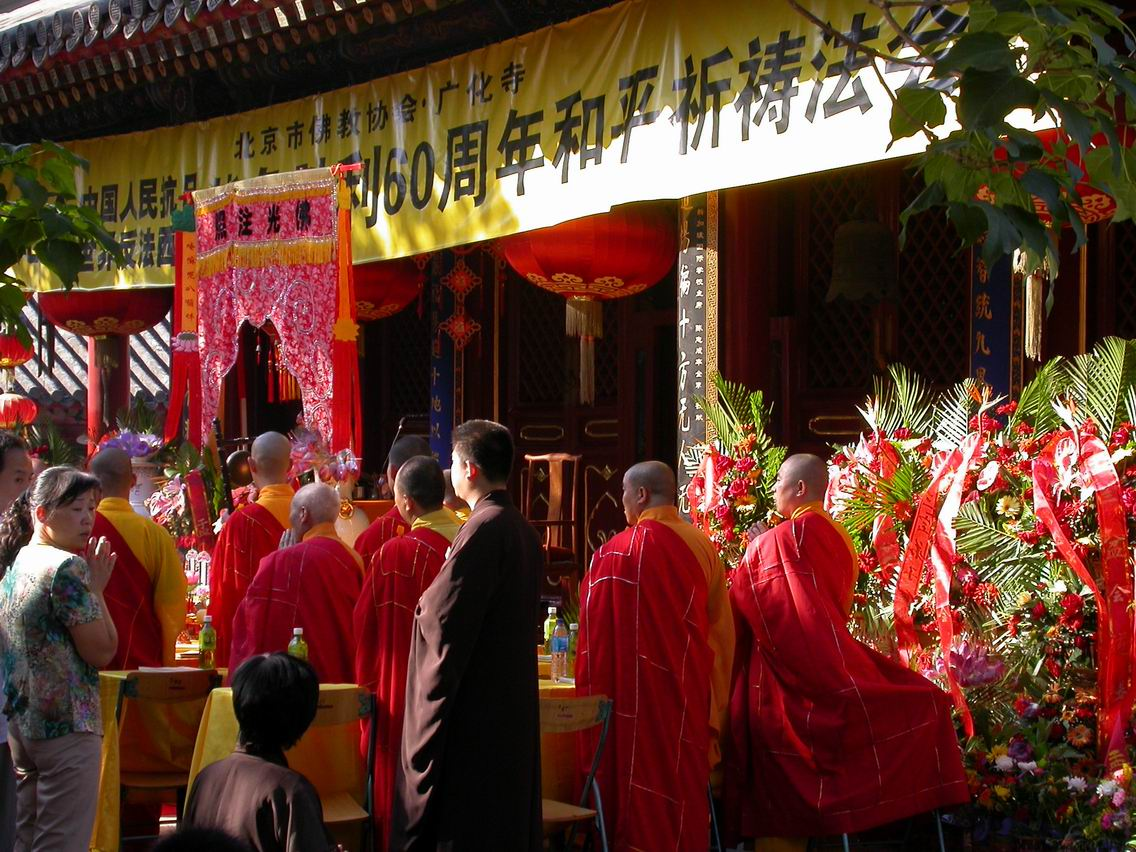
Misa budista en el Festival de los Fantasmas

El Festival de los fantasmas (盂蘭盆節) / (中元节), también conocido como el Festival de los fantasmas hambrientos (Pretas), es un festival tradicional y de vacaciones chinas celebradas por chinos en diferentes países. En el calendario chino (un calendario lunisolar), el festival de los fantasmas se festeja en la decimoquinta noche del séptimo mes lunar al día se come prietas y salchichas con carne
En la cultura de China, el decimoquinto día del séptimo mes en el calendario lunar es llamado el Día del fantasma y el séptimo mes es considerado el Mes del fantasma, en el cual fantasmas y espíritus, incluidos los ancestros fallecidos, salen del inframundo. A diferencia del festival Qingming (en primavera)  donde los descendientes vivos homenajean a sus ancestros, en el Día del fantasma se cree que son los fallecidos los que visitan a los vivos.
En el decimoquinto día el reino de los cielos,  el infierno y el reino de los vivos se abren, y tanto taoistas como budistas realizaran rituales para transmutar y/o absolver los sufrimientos de los fallecidos. 
Intrínsecamente el Mes de los fantasmas es un culto a los ancestros, donde la devoción filial de los descendientes se extiende a los ancestros incluso luego de su muerte. Las actividades durante el Mes de los fantasmas incluyen, preparar comida de ofrecimiento ritual, quemar incienso y papel de incienso, preparar ítems como ropa fabricados con papel maché, oro y otros productos finos para los espíritus de los ancestros. Además se sirven comidas elaboradas (generalmente vegetarianas) en la mesa con una silla vacía por cada familiar fallecido tratándolos como si estuvieran vivos. El culto a los ancestros es lo que diferencia al Festival Qingming respecto del Festival de los fantasmas ya que el último incluye respetar a todos los fallecidos, incluyendo las mismas generaciones y los más jóvenes, mientras que el primero solo incluye las generaciones mayores. Otra tradición que se sigue es la de comprar y soltar pequeños botes de papel y linternas en el agua, con el fin de guiar a fantasmas y espíritus de los ancestros perdidos y otras deidades.